# Єлизавета Баварська (1227—1273)
Єлизавета Баварська (1227 — 9 жовтня 1273) — королева-консорт Німеччини (1246—1254) з династії Віттельсбахів.
Донька герцога Баварського і пфальцграфа Рейнського Оттона II; в першому шлюбі: королева Німеччини, королева Єрусалиму, королева Сицилії, герцогиня Швабії; в другому шлюбі: графиня Гориці та Тіролю, герцогиня Каринтії та Крайни.
Є нащадком Великих князів Київських. Праправнучка Єфросинії Мстиславівни, доньки Великого князя Київського Мстислава І.

## Біографія
Єлизавета народилася 1227 року в замку Траусніц, в Ландсхуті. Старша донька в родині Оттона II (1206-–1253), герцога Баварського з роду Віттельсбахів і Агнеси Пфальцької (1201—1267), доньки Генріха V з роду Вельфів.
1 вересня 1246 року її видали заміж за Конрада, герцога Швабії і короля Єрусалиму, пізніше — німецького імператора і короля Сицилії. Цей шлюб сприяв зміцненню союзу між родами Віттельсбахів й Гогенштауфенів.
1254 року Єлизавета Баварська овдовіла.
Через чотири роки після смерті першого чоловіка вона вийшла заміж вдруге за Мейнхарда II, графа Гориці та Тіролю, герцога Каринтії та Крайни.
1268 року в Неаполі, після поразки в битві при Тальякоцо, був страчений Конрадін, її єдиний син від першого шлюбу. В пам'ять про нього 1272 року вона заснувала абатство Штамс, в Тіролі, яке доручила турботам ченців-цистерціанців. У цьому монастирі разом з чоловіком Єлизавета Баварська прожила останні роки життя і була похована.
Померла 9 жовтня 1273 року. Мейнхард II пережив дружину майже на двадцять років.

## Родина
Чоловік — Конрад IV (король Німеччини)
Діти:
- Конрадін —  (1252—1268), король Єрусалиму, король Сицилії, герцог Швабії, останній легітимний представник роду Гогенштауфенів.

Чоловік — Мейнхард II
Діти:
- Єлизавета (1262—1312) — дружина Альберта I;
- Отто III (бл. 1265—1310) — граф Гориці й Тіролю, герцог Каринтії та Крайни;
- Альберт II (?—1292) — граф Гориці-Тіролю;
- Людвиг (?—1305).
- Генріх VI (бл. 1270—1335) — герцог Каринтії та Крайни, граф Тіролю, король Богемії (1306—1310);
- Агнес (?—1293) — дружина Фрідріха I, маркграфа Мейсена;

## Родовід
Єлизавета веде свій родовід, в тому числі, й від Великих князів Київських Володимира Мономаха та Мстислава Великого.